# Emory Creek Provincial Park
Der Emory Creek Provincial Park ist ein 29 Hektar großer Provincial Park in der kanadischen Provinz British Columbia. Er liegt am Westufer des Fraser River, etwa 18 Kilometer nördlich von Hope bzw. etwa 7 Kilometer südlich von Yale am Highway 1. Der Park liegt im Fraser Valley Regional District.

## Anlage
Der sehr kleine Park liegt unmittelbar am Ufer des Fraser River und wird zur anderen Seite begrenzt durch den Highway 1 und einer Hauptstrecke der Canadian Pacific Railway. Der Fraser Canyon, in welchem sich der Park befindet, liegt an der Grenze zwischen dem Lower Mainland und dem Interior Plateau. Bei dem Park handelt es sich um ein Schutzgebiet der Kategorie II (Nationalpark).

## Geschichte
Wie bei fast allen Provinzparks in British Columbia gilt auch für diesen, dass er lange bevor die Gegend von Einwanderern besiedelt oder sie Teil eines Parks wurde, Jagd- und Fischereigebiet verschiedener Stämme der First Nations, hauptsächlich der Stó:lō und der Yale war.
Der kleine Park wurde im Jahr 1956 eingerichtet, da man damals dabei war entlang des Trans-Canada-Highway Zeltplätze einzurichten. Zu diesem Zeitpunkt war das Gebiet nur eine Geisterstadt. Während des Fraser-Canyon-Goldrausch lebten hier jedoch zahlreiche Menschen.

## Flora und Fauna
Mit dem Biogeoclimatic Ecological Classification (BEC) Zoning System wird das Ökosystem von British Columbia in verschiedene biogeoklimatische Zonen eingeteilt. Biogeoklimatische Zonen zeichnen sich durch ein grundsätzlich identisches oder sehr ähnliches Klima sowie gleiche oder sehr ähnliche biologische und geologische Voraussetzungen aus. Daraus resultiert in den jeweiligen Zonen dann grundsätzlich auch ein sehr ähnlicher Bestand an Pflanzen und Tieren. Innerhalb dieser Systematik wird der Park der Coastal Western Hemlock Zone zugeordnet.
Neben der, für die Zone namensgebenden, westamerikanischen Hemlocktanne wächst hier auch die westliche Balsam-Pappel oder die Rot-Erle. Im Wald finden sich Heidekrautgewächse (zum Beispiel Rote Huckleberry), die Shallon-Scheinbeere oder Weiße Zimthimbeeren (eine Pflanze aus der Gattung Rubus). Ebenfalls findet man den in weiten Teilen der Provinz verbreiteten Pazifischen Blüten-Hartriegel, die Wappenpflanze von British Columbia, hier ebenso. Auf den entsprechenden Flächen blühen Moosglöckchen.
Auf Grund der geringen Größe des Parks finden sich hier hauptsächlich Kleinnager und Kleinsäugetiere, wie die Northwestern Deer Mouse aus der Gattung der Weißfußmäuse oder das Gelbe Fichten-Chipmunk, während sich im nur dünn besiedelten Umland auch Schwarzbären, Luchse und Pumas finden. Viele Vogelarten sind hier heimisch, wie die Halsbanddrossel oder die Rotrückenmeise. Darunter auch der Wappenvogel British Columbias, der Diademhäher.
Grundsätzlich kommen im Fraser River alle wichtigen pazifischen Lachse vor. Von besonderer Bedeutung sind jedoch Königslachs, Silberlachs, Ketalachs, Buckellachs and Rotlachs. Diese unterliegen jedoch inzwischen strengen Fangbeschränkungen und dürfen fast nur noch von den First Nation gefangen werden. Im Fraser River kommen jedoch auch Fische vor, welche zwar auch Fangbeschränkungen unterliegen, jedoch trotzdem gefangen werden dürfen. Dazu gehören verschiedene Lachsfische (sowohl in Form als Süßwasserfisch und auch als anadromer Wanderfisch), zum Beispiel die Regenbogenforelle bzw. die Stahlkopfforelle.

## Aktivitäten
Besondere touristischen Attraktionen bietet der Park keine. Lediglich der Fraser River lädt zum Angeln ein.
Neben einem Picknickbereich hat der Park 34 (nicht reservierbare) Stellplätze für Wohnmobile und Zelte und verfügt über eine, sehr einfach ausgestattete, Sanitäranlage.